# Pavillon de la Reine
Le pavillon de la Reine est un immeuble situé sur la place des Vosges à Paris, en France.

## Localisation
Le pavillon de la Reine est situé dans le 3e arrondissement de Paris, au 28 place des Vosges. Il se trouve sur le côté nord de la place, entre les hôtels de l'Escalopier et d'Espinoy. Il est diamétralement opposé au pavillon du Roi. La statue équestre de Louis XIII au centre de la place lui tourne le dos. Un passage situé au rez-de-chaussée relie la place des Vosges à la rue de Béarn.

## Description

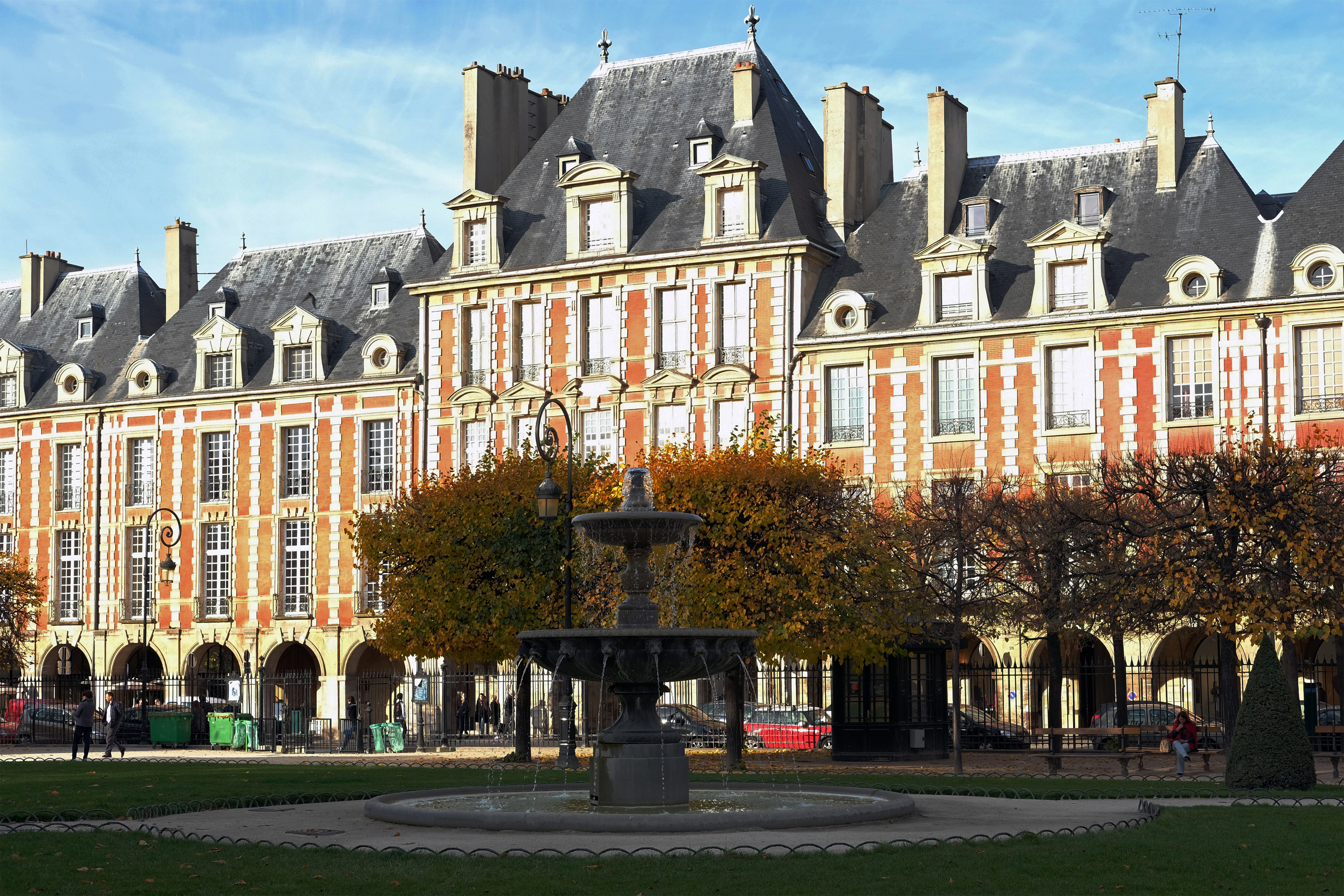
Pavillon de la reine.

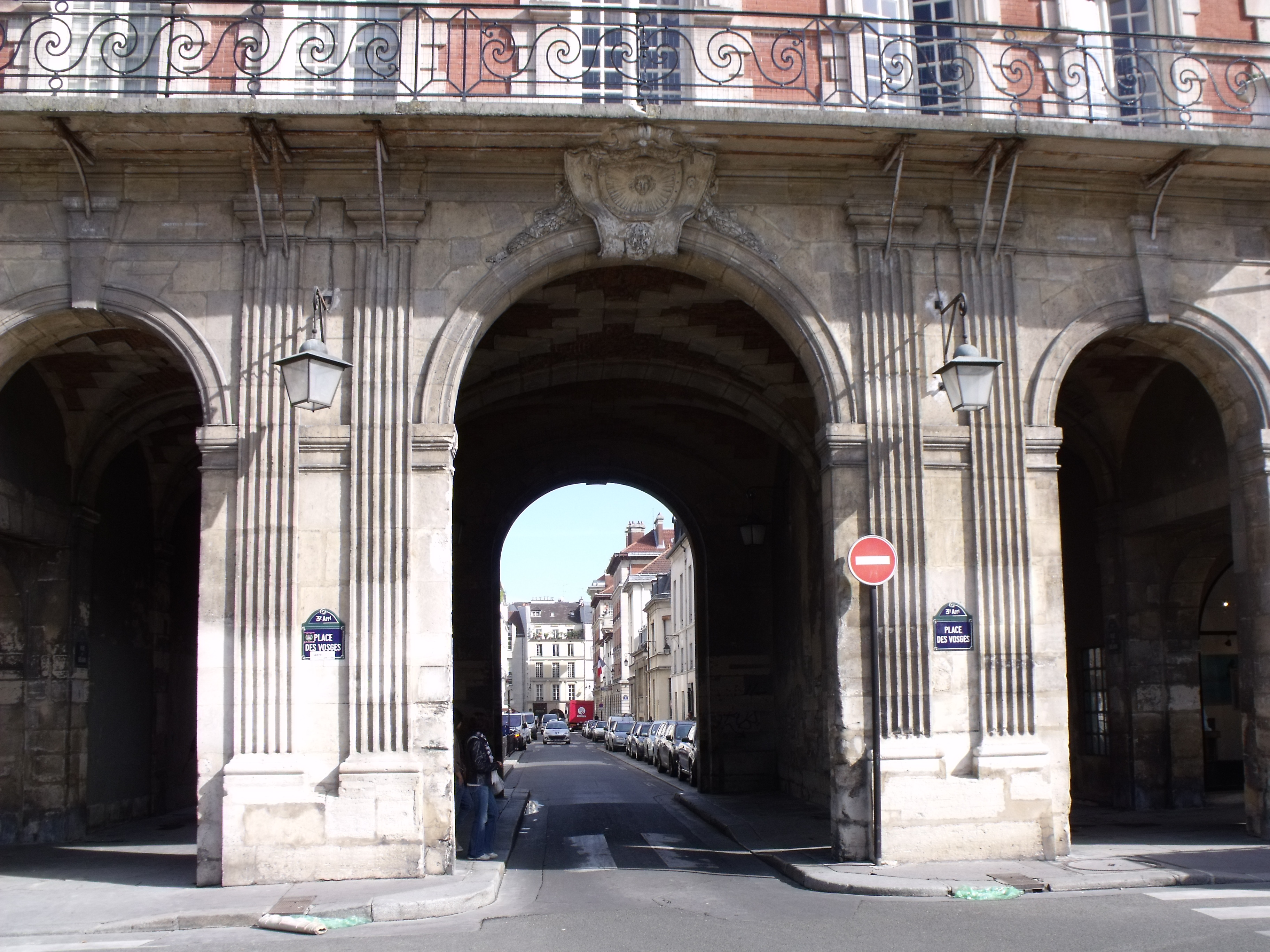
Arches du pavillon de la Reine.

Ce bâtiment, qui tout comme son symétrique le pavillon du roi dépasse en hauteur les pavillons mitoyens, possède deux étages principaux, le premier doté d'un balcon,  ainsi qu'un dernier étage sous les combles. Son rez-de-chaussée comprend trois arches, l'arche centrale étant plus grande que les latérales, et ces trois arches permettent de relier la place des Vosges à la rue de Béarn. 
Ce pavillon reflète le style architectural français du début du XVIIe siècle, avec des oppositions de briques rouges et de pierres claires. Le rythme régulier des ouvertures et fenêtres s'inspire de la Renaissance et le toit, en ardoises, qui présente une pente élevée ainsi que de hautes cheminées, est une réminiscence d'un gothique tardif.

## Historique

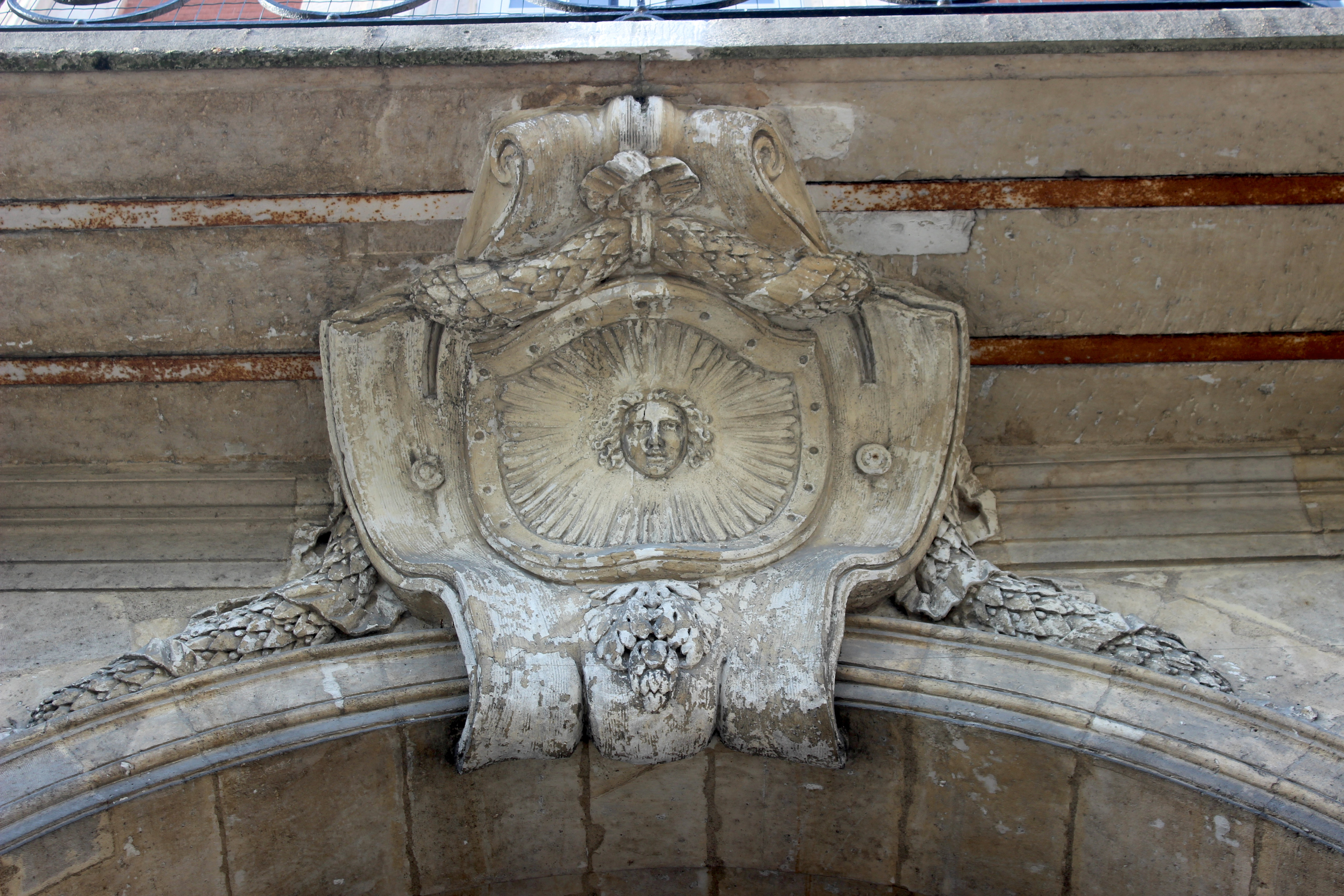
Soleil des Médicis.

L'hôtel est construit entre 1605 et 1608 aux frais des fermiers de la gabelle. Il est symétrique au pavillon du Roi dont il ne se distingue que par des détails, en particulier son médaillon au-dessus de l'arcade centrale qui porte un soleil, symbole des Médicis. 
Au cours de son histoire, ce pavillon a appartenu au financier Michel Particelli d'Émery(1637), puis à son fils Michel (1650). Il est loué à la comtesse de Saint-Paul (1642), au duc de Rohan (1654). La même année il est vendu au maréchal de France Antoine d'Aumont Rochebaron. En 1657 il appartient à Nicolas Ladvocat, en 1658 à l'abbé Nicolas Jamin de Castille, en 1681 à Pélagie Chabot-Rohan qui le loue en 1683 à sa sœur marquise de Castrie. En 1763, la famille Chabot-Rohan s'en sépare au profit de Caulet d'Hauteville.
Cet hôtel abrite pendant quelques années (1637-1629) le tripot de la Blondeau.
L'édifice est classé au titre des monuments historiques en 1984, avec l'hôtel d'Espinoy voisin.